# Instalația de aprindere a motoarelor cu aprindere prin scânteie
Instalația de aprindere este instalația auxiliară a motorului cu aprindere prin scânteie care ridică tensiunea dintre electrozii bujiei la nivelul la care se produce scâteia electrică capabilă să aprindă amestecul carburant de benzină și aer din interiorul cilindrului.

## Clasificare
- Instalație de aprindere cu magnetou
- Instalație de aprindere cu acumulatoare
- Instalație de aprindere electronică
- Instalație de aprindere electrostatică

Circuitul de înaltă tensiune din cadrul instalației de aprindere prin scânteie, cuprinde:
• înfășurarea secundară a bobinei de inducție;
• distribuitorul;
• rotorul;
• fișele;
• bujiile.

## Ruptor distribuitor
Ruptor distribuitor este un ansamblu format din ruptor si distibuitor cu roluri distincte: ruptorul intrerupe si contacteaza circuitul primar al instalatiei de aprindere, iar distribuitorul repartizeaza curentul de inalta tensiune la bujiile montate în chiulasă,in ordine de aprindere prestabilita.
Constructia si functionarea ruptorului distribuitor: pe corp este montata borna izolata de alimentare cu curent de la bobina de inductie (primit de la acumulator), iar contactele ruptorului (mobil si fix) sunt sub forma unor pastille din wolfram pe suporturile montate pe platou. Aceste contacte deschise periodic de catre bucsa cu came, al caror numar corespunde numarului de cilindri, iar in paralel cu contactele, este montat condensatorul. In momentul intreruperii contactelor in bobina de inductie se induce current de inalta tensiune, care printr-o fisa centrala (conductor), alimenteaza capacul distribuitorului de ebonite, prin platoul central (din bronz sau alama), care distribuie prin plotii laterali (borne laterale) si fise la bujii.
Capacul se fixeaza de corpul ruptorului cu cleme. Sincronizarea turatiei bucsei cu came si a ruptorului distribuitor se face prin montarea lor pe acelasi arbore al ruptorului distribuitor care primeste miscarea de la pinionul de antrenare, angrenat cu roata dintata elicoidala de pe arborele cu came, turatia este pe jumatate fata de cea a arborelui cotit la motorul in patru timpi si egala la motorul in  doi timpi. De unghiul de inclinare a contactelor depinde cresterea valorii curentului in circuitul primar al bobinei de inductie. La motoarele cu turatie mare, acest unghi de inchidere a contactelor fiind redus, se foloseste sistemul cu ruptoare dubla.
Distanta dintre contacte in momentul inchiderii de catre cama, este bine determinate 0,4-0,6mm, se masoara cu lamele de interstitii si se regleaza prin pozitioanarea contactului fix, cu ajutorul unui surub montat in orificiu oval al suportului acestuia. Camele bucsei deschide contactul mobil prin pintenul izolat fixat pe el. Intre lamela roturului si plotii laterali exista o distanta de 0,2-0,5mm, astfel incit curentul de inalta tensiune este distribuit sub forma unui arc electric. Deschiderea contactelor se face prin modificarea continua a avansului, pentru buna functioanara a motorului. Pentru aceasta, ruptorul distribuitor se fixeaza pe motor intr-o pozitie care sa asigure un avans initial, in cifra octanica a benzinei (corector octanic), se regleaza manual. Mai este prevazut cu un dispozitiv de avans centrifugal, care asigura avansul la aprindere, in functie de turatiile motorului, si un dispozitiv de avans vacumatic (corectarea avansului se face in functie de sarcina motorului).
Regulatorul de avans centrifugal: este format din doua greutati articulate pe o flansa cu doua stifturi, pe arborele ruptorului, care  sunt solidorizate cu flansa bucsei cu came prinse cu doua arcuri. La o anumita turatie, contra greutatile se deplaseaza si rotesc bucsa cu came in sensul de rotatie, asigurind un  avans la deschiderea contactelor cu atit mai mare cu cit turatia motorului este mai mare. Limita avansului este proportionala cu marimea greutatilor si forta arcurilor, stifturile deplasindu-se in orificiile alungite ale flansei bucsei cu came.
Regulatorul de avans vacuumatic (prin depresiune): este format dintr-o capsula cu o membrana interioara, articulata cu platoul ruptorului. Capsula este in legatura cu galeria de admisie (sub clapeta de acceleratie a carburatorului) printr-o conducta. El intra in actiune, in  functie de sarcina motorului (sub turatie minima de functionare a regulatorului centrifugal). Cind clapeta  este inchisa, depresiunea este mare si regulatorul vacuumatic nu lucreaza. De asemenea, regulatorul de avans vacuumatic asigura si curatirea conductelor in timpul functionarii. La deschidera partiala a clapetei, functioneaza in pozitie intermediara. Functionarea regulatorului vacumatic este in limitele depresiune de 0,2-0,45 bar, asigurind un avans de 2-12 grade RAC.